# Coleridge-Taylor Perkinson
Coleridge-Taylor Perkinson (* 14. Juni 1932 in Winston-Salem, North Carolina; † 9. März 2004 in Chicago, Illinois) war ein amerikanischer Dirigent und Komponist, dessen Interessen die Welten des Jazz, der Popmusik und der europäischen Kunstmusik überspannten. 

## Leben und Wirken
Perkinsons Mutter, die als Klavierlehrerin, Kirchenorganistin und Leiterin einer Theatertruppe tätig war, nannte ihn nach dem afro-europäischen Komponisten Samuel Coleridge-Taylor (1875–1912). Perkinson besuchte bis zum Abschluss 1949 die High School of Music and Art in New York City. Nachdem dort bereits sein Chorwerk „And Behold“ den Schulwettbewerb gewonnen hatte, studierte er anschließend Komposition bei Vittorio Giannini und Charles Mills an der Manhattan School of Music (M.A. 1954) und bei Earl Kim an der Princeton University. Von 1959 bis 1962 gehörte er zum Lehrkörper des Brooklyn College. Während der Sommer 1960, 1962 und 1963 studierte er in den Niederlanden bei Franco Ferrara und Dean Dixon, nachdem er 1960 einen Dirigentenkurs am Mozarteum in Salzburg absolviert hatte.
1965 war Perkinson einer der Mitgründer der Symphony of the New World in New York (deren musikalischer Leiter er 1999 wurde). Er war der musikalische Leiter von Jerome Robbinss American Theater Lab und von Alvin Aileys American Dance Theater, aber auch für das Dance Theatre of Harlem, das Denver Center for the Performing Arts und die Negro Ensemble Company tätig. Weiterhin arbeitete er auch als Gast-Dirigent.
Daneben schrieb er Kompositionen sinfonischer Natur, die von amerikanischen und europäischen Orchestern beauftragt wurden, aber auch Film-, Fernseh- und Ballettmusiken. Beispielsweise schrieb er für Ailey ein Stück „For Bird. With Love“, das vom Spiel des Jazzmusikers Charlie Parker beeinflusst (und diesem gewidmet) war. Er sammelte selbst Jazzerfahrungen, indem er 1960 und 1964 als Pianist mit Max Roach und Abbey Lincoln arbeitete und auf Europatournee ging; 1962 war er bei der Aufnahme von Roachs Impulse-Album „It’s Time“ an den Tasten beteiligt. Er schrieb auch Arrangements für Marvin Gaye, Harry Belafonte oder Donald Byrd und dirigierte für letzteren 1964 das Studioorchester. Weiterhin schrieb er Werke für Hamiet Bluiett und dessen Ensemble (eingespielt auf dessen CD „Blueblack“).

## Diskographische Hinweise
- "Coleridge-Taylor Perkinson (1932–2004): A Celebration"  (Cedille Records CDR 90000 087)
- "African Heritage Symphonic Series Volume III"  (Cedille Records CDR 90000 066)